# 3日

3日（みっか、さんにち）は、暦上の各月における3日目である。
各月の3日については下記を参照。
- 1月3日 - 1月3日 (旧暦)
- 2月3日 - 2月3日 (旧暦)
- 3月3日 - 3月3日 (旧暦)
- 4月3日 - 4月3日 (旧暦)
- 5月3日 - 5月3日 (旧暦)
- 6月3日 - 6月3日 (旧暦)
- 7月3日 - 7月3日 (旧暦)
- 8月3日 - 8月3日 (旧暦)
- 9月3日 - 9月3日 (旧暦)
- 10月3日 - 10月3日 (旧暦)
- 11月3日 - 11月3日 (旧暦)
- 12月3日 - 12月3日 (旧暦)